# Troménie
Une troménie est un type de pardon principalement répandu en Bretagne, consistant en une longue procession giratoire sur un territoire donné.
La troménie la plus connue est celle de Locronan dans le Finistère. La pratique est inscrite à l'Inventaire du patrimoine culturel immatériel français depuis 2020.  

## Troménies en Bretagne
Les troménies se déroulent toutes entre l'Ascension et la Pentecôte (sauf celles de Locronan) et circonscrivent un espace paroissial plus ou moins important.

### Historique

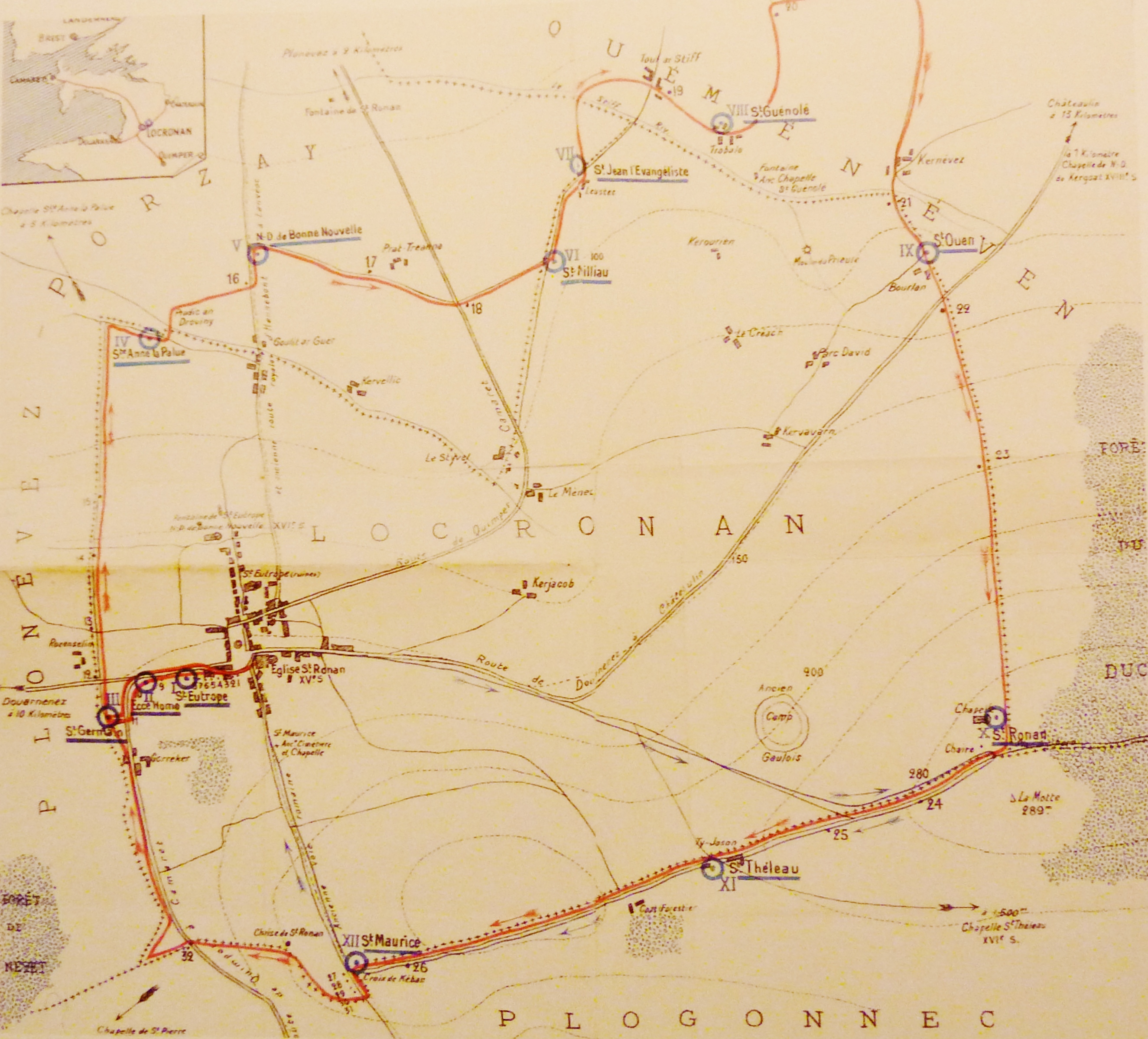
Plan de la grande troménie de Locronan.

Le mot « troménie » est une francisation du breton tro-minihi, littéralement tour (tro) du minihi dérivation du latin monachia (espace monastique du haut Moyen Âge). L'appellation la plus ancienne désigne la grande troménie de Locronan, une procession giratoire catholique d'environ douze kilomètres qui se déroule tous les six ans en l'honneur de saint Ronan qui selon la tradition l'a faite tous les jours de sa vie. La petite troménie est un parcours de six kilomètres effectué tous les ans le 2e dimanche de juillet entre deux grandes troménies. L'ascension du Menez-Lokorn (montagne (plutôt une colline) de Locronan) a justifié chez de nombreux auteurs l'étymologie de troménie par tro-menez ou tour de la montagne. L'hagiographie du haut Moyen Âge consacre les troménies comme des circuits de fondation d'espace sacraux monastiques.
Dans le cas de Locronan, la grande troménie pourrait correspondre à la pérégrination d'un espace sacral antique ; le circuit passe par la forêt de Névet, dont l'étymologie découlerait de nemet (« sacré »), dérivation du nemeton druidique gaulois. La forme du circuit (quadrilatère ou carré sacré relevé pour la première fois par Donatien Laurent), la présence de mégalithes sur le circuit (la plupart détruits aujourd'hui), le nombre de stations (12) et sa périodicité sexennale renvoient à une époque antérieure au christianisme : chacune des douze stations a sa correspondance dans le calendrier celtique. Il semble que ce soit la grande troménie de Locronan qui ait consacré le terme de troménie pour les autres circumambulations de Basse-Bretagne, par l'intermédiaire des publications de l'évêché de Quimper (cf. l’hebdomadaire La Semaine religieuse de Quimper et de Léon de 1887 consacrant de nombreuses pages à la grande troménie de Locronan et l'article du chanoine Paul Peyron consacrant le terme pour les autres processions giratoires du diocèse). Les autres circumambulations sont appelées vernaculairement tro ar relegoù (tour des reliques), tro Sant-Sane (tour de Saint-Sané), leo dro (lieue de tour).

### Troménies existantes
Il existe aujourd'hui sept troménies en activité :
| Lieu                | Nom                          | Date                                                       | Saint(e/s) honoré(e/s) | Longueur | Notes                                                                                         |
| ------------------- | ---------------------------- | ---------------------------------------------------------- | ---------------------- | -------- | --------------------------------------------------------------------------------------------- |
| Locronan            | Petite troménie              | 2e dimanche de juillet, annuellement                       | saint Ronan            | 6 km     |                                                                                               |
| Locronan            | Grande troménie              | entre le 2e et le 3e dimanche de juillet, tous les six ans | saint Ronan            | 12 km    |                                                                                               |
| Landeleau           | Tro ar relegoù               | dimanche de la Pentecôte                                   | saint Thélo            |          |                                                                                               |
| Locquénolé          | Troménie de Locquénolé       | jeudi de l'Ascension                                       | saint Guénolé          |          | abandonnée, elle a repris en 2008                                                             |
| Gouesnou            |                              | jeudi de l'Ascension                                       | saint Gouesnou         |          |                                                                                               |
| Bourbriac           |                              | jeudi de l'Ascension                                       |                        |          |                                                                                               |
| Plouguerneau        | Procession des petits saints | Assomption                                                 | 40 saints              | 12 km    | remise au goût du jour en 1996                                                                |
| Sainte-Anne-d'Auray | Troménie de Sainte Anne      | Sainte Anne (28 juillet)                                   | sainte Anne            | 1800 km  | créée en 2025, à l'occasion du jubilé 2025 (400e anniversaire des apparitions de sainte Anne) |

### Troménies disparues
Diverses troménies ont été décrites par Joël Hascoët : à Bourbriac la Lev Dro (où l'on porte le buste reliquaire de saint Briac), à Gouesnou (la Tro ar relegoù se déroule le jeudi de l'Ascension), à Locmaria, un quartier de Quimper (tombée en désuétude au début du XVIIIe siècle), à Plabennec (en l'honneur de saint Ténénan, le dimanche après la fête du saint, qui est le 16 juin), à Plouzané (la Tro ar C'hloastr en l'honneur de saint Sané).

## Autres troménies en France et en Europe
Des processions analogues ont lieu ailleurs en France : la « marche priante » en l'honneur de saint Ernier à Ceaucé ; le « tour de la châsse » en l'honneur de saint Mathurin à Larchant ; la « procession des Neuf Lieues » en l'honneur de saint Maximin à Magnac-Laval. À rapprocher des ostensions limousines (de ostensere, montrer) qui ont lieu tous les sept ans à Limoges, Saint-Junien et Pierre-Buffière entre autres, et lors desquels les reliquaires des saints de la paroisse sont portés à travers la ville, le bourg ou la campagne.
Il en existe ailleurs en Europe de l'Ouest, comme les « tours de paroisses » belges (tour de sainte Rolende à Gerpinnes, de sainte Gertrude à Nivelles, de saint Vincent à Soignies, de sainte Renelde à Saintes, de saint Hermès à Renaix…) ou les nombreux Georgiritt (tours de saint Georges) ou Leonhardifahrt (de) (tours de saint Léonard) en Allemagne. 
Les beating the bounds (en) anglais, désormais disparus, correspondaient à une cérémonie de Rogations ayant évolué au XVIIe siècle vers une perambulation des frontières paroissiales où les bornes étaient signifiées aux paroissiens ; la Grande-Bretagne ayant connu une évolution de la définition juridique et territoriale de la paroisse différente de celle de la France.

## Peinture
- Mathurin Méheut - La Procession de la grande troménie à Locronan, 1929 - gouache sur papier; S; Dim; H:31,8 cm X L:46,8 cm (musée Mathurin Méheut, Lamballe)